# Гемптон (Меріленд)
Гемптон (англ. Hampton) — переписна місцевість (CDP) в США, в окрузі Балтимор штату Меріленд. Населення — 5180 осіб (2020).

## Географія
Гемптон розташований за координатами 39°25′20″ пн. ш. 76°34′11″ зх. д. / 39.42222° пн. ш. 76.56972° зх. д. (39.422155, -76.569776).  За даними Бюро перепису населення США в 2010 році переписна місцевість мала площу 14,83 км², уся площа — суходіл.

## Демографія
Згідно з переписом 2010 року, у переписній місцевості мешкали 5052 особи в 1887 домогосподарствах у складі 1519 родин. Густота населення становила 341 особа/км².  Було 1940 помешкань (131/км²).
Расовий склад населення:
| - 90,4 % — білих - 5,4 % — азіатів - 1,7 % — чорних або афроамериканців - 0,1 % — корінних американців |

До двох чи більше рас належало 1,9 %. Частка іспаномовних становила 2,3 % від усіх жителів.
За віковим діапазоном населення розподілялося таким чином: 22,3 % — особи молодші 18 років, 54,8 % — особи у віці 18—64 років, 22,9 % — особи у віці 65 років та старші. Медіана віку мешканця становила 49,2 року. На 100 осіб жіночої статі у переписній місцевості припадало 93,1 чоловіків;  на 100 жінок у віці від 18 років та старших — 89,7 чоловіків також старших 18 років.
Середній дохід на одне домашнє господарство  становив 130 200 доларів США (медіана — 114 821), а середній дохід на одну сім'ю — 140 410 доларів (медіана — 126 250). Медіана доходів становила 90 094 долари для чоловіків та 75 865 доларів для жінок. За межею бідності перебувало 4,8 % осіб, у тому числі 6,4 % дітей у віці до 18 років та 1,9 % осіб у віці 65 років та старших.
Цивільне працевлаштоване населення становило 2430 осіб. Основні галузі зайнятості: освіта, охорона здоров'я та соціальна допомога — 34,7 %, науковці, спеціалісти, менеджери — 14,7 %, фінанси, страхування та нерухомість — 10,6 %, роздрібна торгівля — 10,1 %.